# Осеана
Осеана Мальманн (англ. Oceana Mahlmann, более известная под именем Oceana, род. 23 января 1982 года) — немецко-американская певица и автор песен афро-мартиниканского происхождения.
Мировую известность получила в 2009 году, после выпуска песни «Cry Cry».

## Биография

### Ранняя жизнь
Родилась в Веделе, Германия, в семье диджея и музыканта, выходца с Ямайки (отец), и дизайнера одежды (мать).
В детстве Осеана увлекалась балетом, музыкой в стиле «соул» и «регги», занималась вокалом. На музыку Осеаны повлияли такие певцы, как Джеймс Браун и Боб Марли.
В возрасте 5 лет снялась в фильме немецкого режиссёра Ларса Бекера, а в 15 лет уже выиграла первый музыкальный конкурс.

### Карьера
Серьёзное влияние на неё оказал известный саксофонист и друг семьи Мэйсио Паркер. Осеана работала в качестве бэк-вокалистки в его коллективе. Благодаря ему она начала карьеру певицы.
В 2000 году певица записала первый альбом «Magic Lights». Однако мировая известность пришла к девушке после подписания контракта со студией звукозаписи «Ultra Records» и выпуском в 2009 году альбома «Love Supply», в который вошёл сингл «Cry Cry».
В 2010 году Осеана участвовала в польской версии программы «Танцы со звёздами», заняв 6 место вместе с партнёром Пшемыславом Юшкевичем (Przemyslaw Juszkiewicz). В этом же году она работала ведущей на ТВ-шоу «ARTE Lounge» на европейском канале Arte.
В 2012 году исполнила официальный гимн чемпионата Европы по футболу — «Endless Summer».
Стало известно, что певица примет участие в национальном отборе Германии к конкурсу "Евровидение 2014" со своим новым синглом "Thank You".
30 мая вышел новый клип Осеаны на песню Everybody. Сам выход сингла приурочен к Чемпионату Мира по футболу, который пройдёт летом 2014 года в Бразилии, а релиз песни на iTunes состоится 2 июня по всему миру кроме США.

## Награды
- Приз зрительских симпатий на крупном музыкальном фестивале в «Сопоте»[5].
- Премия «Eska Music Awards», награда «Хит года» за песню «Cry Cry»[5].

## Дискография

### Альбомы
| Название                                                                           | Информация    | Наивысшие позиции в чартах | Наивысшие позиции в чартах | Наивысшие позиции в чартах | Наивысшие позиции в чартах | Наивысшие позиции в чартах | Наивысшие позиции в чартах | Наивысшие позиции в чартах |
| Название                                                                           | Информация    | DEU                        | AUT                        | CHE                        | ESP                        | FRA                        | GRC                        | POL                        |
| ---------------------------------------------------------------------------------- | ------------- | -------------------------- | -------------------------- | -------------------------- | -------------------------- | -------------------------- | -------------------------- | -------------------------- |
| Love Supply                                                                        | Выпущен: 2009 | —                          | —                          | —                          | 53                         | 58                         | 2                          | 11                         |
| My House                                                                           | Выпущен: 2012 | 89                         | —                          | 84                         | —                          | —                          | —                          | 15                         |
| Символ «—» означает, что альбом не попал в чарт или не выпускался в данной стране. |               |                            |                            |                            |                            |                            |                            |                            |

### Синглы
| Название                                                                          | Год  | Наивысшие позиции в чартах | Наивысшие позиции в чартах | Наивысшие позиции в чартах | Наивысшие позиции в чартах | Наивысшие позиции в чартах | Наивысшие позиции в чартах | Наивысшие позиции в чартах | Альбом        |
| Название                                                                          | Год  | GER                        | AUT                        | BEL-F                      | BEL-W                      | CHE                        | ESP                        | HUN                        | Альбом        |
| --------------------------------------------------------------------------------- | ---- | -------------------------- | -------------------------- | -------------------------- | -------------------------- | -------------------------- | -------------------------- | -------------------------- | ------------- |
| "Es Hat Mich Erwischt"                                                            | 1998 | —                          | —                          | —                          | —                          | —                          | —                          | —                          | Bravo Hits 19 |
| "48 Stunden" (Oceana & Kim)                                                       | 2000 | —                          | —                          | —                          | —                          | —                          | —                          | —                          |               |
| "Cry Cry"                                                                         | 2009 | 52                         | 73                         | 25                         | 59                         | 39                         | 8                          | 1                          | Love Supply   |
| "Pussycat on a Leash"                                                             | 2009 | —                          | —                          | —                          | —                          | —                          | —                          | 2                          | Love Supply   |
| "La La"                                                                           | 2010 | —                          | —                          | —                          | —                          | —                          | —                          | —                          | Love Supply   |
| "Endless summer"                                                                  | 2012 | неизвестно                 | неизвестно                 | неизвестно                 | неизвестно                 | неизвестно                 | неизвестно                 | неизвестно                 |               |
| Символ «—» означает, что сингл не попал в чарт или не выпускался в данной стране. |      |                            |                            |                            |                            |                            |                            |                            |               |